# FC Energie Cottbus
Az Energie Cottbus, teljes nevén Fußballclub Energie Cottbus e. V. német labdarúgócsapat. A klubot 1966-ban alapították, székhelye Cottbus városa. Jelenleg a német harmadik ligában szerepel.

## Története

### A Cottbus előtt
A Cottbus előtt is voltak különböző csapatok a városban, ilyenek voltak például a Glückauf Marga, amit bányászok alapítottak 1925-ben, vagy az FSV Sturm Marga, amelyet a nácik 1933-ban erőszakkal megszüntettek. Egyes sporttörténészek szerint a csapat  jogelődje az 1919-es alapítású, szénbányász  kötődésű FSV Glücksauf Brieske – Senftenberg  labdarúgóklub, ezt a jelenlegi klub  hivatalosan nem tartja számon.

### A világháború után
A klubot 1949-ben újra létrehozták Franz Mehring Marga néven, 1954-ben pedig a klubot SC Aktivist Brieske-Senftenberg-ra keresztelték át. Jelenlegi nevét 1963-ban nyerte el. Ekkor a DDR-Oberligában játszott, ahol általában középmezőnybeli helyezéseket ért el.

### A német újraegyesítés után
A klub 1990-ben, Németország újraegyesítése után az FC Energie nevet vette fel. Egyike volt azon kevés keletnémet csapatnak, amely viszonylagos sikereket ért el az össznémet bajnokságban is. Eddigi legsikeresebb szezonja a 2006-07-es volt, ahol a klub a 13. helyen végzett, 41 ponttal.

## Sikerek
- Német kupa döntős: 1996–97

## Ismertebb játékosok
| - Ervin Skela - Rudi Vata - Bruno Akrapović - Faruk Hujdurović - Igor Lazić - Tomislav Piplica - Marko Topić - Franklin Bittencourt - Vragel da Silva - Paulo Rink | - Petar Alekszandrov - Canko Cvetanov - Dimitar Rangelov - Kevin McKenna - Jiří Kaufman - Daniel Adlung - Christian Beeck - Leonardo Bittencourt - Steffen Heidrich - Sebastian Helbig | - Detlef Irrgang - Jens Melzig - Nils Petersen - Timo Rost - Petrik Sander - Silvio Schröter - Jörg Schwanke - Gerhard Tremmel - Horváth Ferenc - Lőw Zsolt | - Mátyus János - Vasile Miriuță - Sebők Vilmos - Szélesi Zoltán - Vincze Ottó - Andrzej Juskowiak - Radosław Kałużny - Andrzej Kobylański - Witold Wawrzyczek - Sabin Ilie | - Emil Jula - Vlad Munteanu - Sergiu Radu - Laurențiu Reghecampf - Rok Kronaveter - Çağdaş Atan - Santiago Silva - Gregg Berhalter - Brian Bliss - Charly Musonda |

## Jelenlegi keret
2020. február 20. állapot szerint: 
| #  |     | Poszt | Név                |
| -- | --- | ----- | ------------------ |
| 1  | GER | K     | Tim Stawecki       |
| 2  | GER | V     | Florian Brügmann   |
| 3  | GER | V     | Marcel Hoppe       |
| 4  | BIH | V     | Ibrahim Hajtic     |
| 5  | GER | KP    | Paul Gehrmann      |
| 6  | GER | KP    | Jonas Zickert      |
| 7  | TUR | CS    | Abdulkadir Beyazit |
| 8  | BUL | CS    | Dimitar Rangelov   |
| 10 | GER | KP    | Felix Geisler      |
| 13 | GER | KP    | Berkan Taz         |
| 14 | GER | KP    | Tobias Hasse       |
| 16 | GER | V     | Robert Müller      |
| 17 | GER | V     | Ben Meyer          |
| 19 | GER | KP    | Niklas Geisler     |
| 20 | GER | V     | Axel Borgmann      |

| #  |     | Poszt | Név                |
| -- | --- | ----- | ------------------ |
| 21 | GER | KP    | Tobias Eisenhuth   |
| 22 | GER | KP    | Niclas Erlbeck     |
| 23 | GER | CS    | Felix Brügmann     |
| 24 | GER | V     | Jan Koch           |
| 25 | GER | KP    | Dominik Pelivan    |
| 26 | GER | KP    | Damir Bektić       |
| 27 | TUR | CS    | Orhan Yıldırım     |
| 30 | GER | K     | Jan Glinker        |
| 31 | GER | K     | Toni Stahl         |
| 32 | GER | K     | Julian Simon       |
| 33 | GER | CS    | Moritz Broschinski |
| 34 | GER | KP    | Colin Raak         |
| 35 | GER | V     | Adrian Jarosch     |
| 37 | GER | KP    | Rico Gladrow       |